# 일반인 기반 공동 생산방식
일반인 기반의 협동 생산방식(commons-based peer production, CBPP)은 하버드 로스쿨 교수인 요차이 벤클러가 만든 용어이다. 대개 인터넷을 통해 다수의 사람들이 협동적으로 일하는 사회 경제적 생산 모델을 설명한다. 공통 기반 프로젝트는 일반적으로 기존의 비즈니스 모델보다 덜 엄격한 계층 구조를 가진다.
공동 기반 동종 생산의 주요 특징 중 하나는 비영리 범위이다. 항상 그렇지는 않지만 종종 공통 기반 프로젝트는 기여자들에게 재정적인 보상을 요구하지 않고 설계된다. 예를 들어, 인터넷에서 객체용 STL(파일 형식) 설계 파일을 자유롭게 공유하면 3-D 프린터를 사용하는 모든 사람이 객체를 디지털 방식으로 복제할 수 있어 프로슈머의 비용을 크게 절감할 수 있다.
이 과정에는 소비자 공동 제작 및 협업 미디어 제작이 포함된다.

## 개요
Benkler는 공통 기반 동종 생산과 중앙 의사결정 프로세스에 기초해 작업을 위임하는 기업 생산, 그리고 다른 작업에 서로 다른 가격을 할당하는 시장 기반 생산은 작업 수행에 관심이 있는 모든 사람에게 인센티브가 된다고 하였다.
Benkler는 2002년 논문 "Coase's Penguin, 즉 Linux and the Nature of the Firm"에서 리눅스 마스코트를 지칭하는 용어와 동료 생산 분석을 위한 방법론적 템플릿을 제공하는 회사의 거래 비용 이론을 창안한 Ronald Coase를 처음 소개했다. 이 신문은 이 개념의 원조로 에벤 모글렌을 인용하고 있다.
Benkler는 저서 "The Wealth of Networks (2006)"에서 공동 기반 동료 생산에 대한 정의를 크게 확장했다. Benkler에 따르면, 공통 기반 생산을 구별하는 것은 독점적 지식에 의존하거나 전파하지 않는다는 것이다. "프로세스의 입력과 산출물은 자유롭거나 조건부로 모든 사람이 각자의 재량에 따라 동일하게 사용할 수 있도록 기관의 형태로 공유된다." 생성된 지식을 무료로 사용할 수 있도록 공통 기반 프로젝트는 종종 공개 라이센스로 공유된다.

공통 기반 피어 프로덕션 커뮤니티의 기록(P2P 가치 프로젝트별)

모든 공통 기반 생산이 반드시 공통 기반 동종 생산으로 인정되는 것은 아니다. Benkler에 따르면, 동료 생산은 생산물의 개방성뿐만 아니라 분산되고 참여자가 주도하는 작업 방식에 의해서도 정의된다.
협동 생산 기업은 기존의 계층적 운영 방식에 비해 두 가지 주요 이점을 가지고 있다.
1. 정보 획득: 동료 생산은 개인들이 자신의 기술, 전문지식, 관심사에 맞는 업무를 스스로 할당할 수 있게 한다. 기여자들은 개인의 기술과 "인간 창의성의 다양성"을 반영하는 역동적인 콘텐츠를 생성할 수 있다.
2. 인적 자원과 정보 자원의 큰 변동성으로 인해 인원 수에 맞게 확장할 수 있는 수익률이 크게 증가하고, 계약이나 다른 요인 없이도 프로젝트에 리소스를 적절하게 사용할 수 있는 리소스 및 프로젝트가 달성될 수 있다.[6]

위키노믹스에서 돈 탭스콧과 앤서니 D. Williams는 공동 기반 동료 생산 뒤에 있는 인센티브 메커니즘을 제안한다. 사람들은 동종 생산 커뮤니티에 참여한다. 기본적으로 동종 생산 커뮤니티에 참여하는 사람들은 동종 생산 커뮤니티를 선호한다. 그들은 자신들의 특정한 전문 분야에 열정을 느끼고 새롭고 더 나은 무언가를 창조하는 것을 선호한다.
Aaron Krowne은 다음과 같은 또 다른 정의를 내린다.
1. 일반인 기반의 동료 생산(peer production)은 자원자가 프로젝트 구성요소를 기여하고, 통합 지적 작업을 생산하기 위해 이들을 결합할           수 있는 일부 프로세스가 존재하는 조정된(조정된) 인터넷 기반 노력을 의미한다. CBPP는 소프트웨어에서 정량적 데이터의 라이브러리, 사람이 읽을 수 있는 문서(수동, 책, 백과사전, 리뷰, 블로그, 정기 간행물 등)에 이르기까지 다양한 유형의 지적 산출물을 다룬다.[8]

## 원리
첫째, 동료 생산의 잠재적 목표는 모듈식이어야 한다. 다시 말해, 목표는 각각 독립적으로 생산될 수 있는 구성 요소 또는 모듈로 나누어져야 한다. 이렇게 하면 참가자들이 서로의 기여를 기다리거나 직접 협력할 필요 없이 비동기적으로 작업할 수 있다.
둘째, 모듈의 세분화가 필수적이다. 세분성은 개체를 더 작은 조각(모듈 크기)으로 분할하는 정도를 나타낸다. 세분화 수준이 다르면 사람들이 프로젝트에 대한 관심 수준과 동기 부여에 일관되게 작거나 큰 세분화 모듈을 기여함으로써 함께 일할 수 있다.
셋째, 성공적인 피어 프로덕션 기업은 저렴한 통합, 즉 모듈을 전체 최종 제품에 통합하는 메커니즘을 갖춰야 한다. 따라서 통합에는 모듈에 대한 품질 관리 및 상대적으로 낮은 비용으로 완제품에 대한 기여도를 통합하기 위한 메커니즘이 포함되어야 한다.

## 참여
공동 기반 동료 생산에 참여하는 것은 종종 자발적이며 반드시 수익 창출과 관련이 있는 것은 아니다. 따라서, 이러한 현상의 배후에 있는 동기는 개인들을 사리사욕적이고 이성적인 주체로 묘사하는 전통적인 자본주의 이론을 훨씬 뛰어넘는다. 이러한 묘사는 또한 호모 이코노미쿠스라고도 불린다.
하지만, 이것은 대안 이론을 통해 행동 경제학으로 설명될 수 있다. 유명한 심리학자 Dan Ariely는 그의 작품 Predictable Irsational에서 사회적 규범이 시장의 규범만큼 사람들의 결정을 형성한다고 설명한다. 그러므로, 개인들은 그들의 사회적 구조 때문에 기꺼이 가치를 창조하는 경향이 있고, 그것에 대한 대가를 받지 않을 것이라는 것을 알고 있다. 그는 추수감사절 저녁 식사의 예를 든다: 돈을 주겠다고 하는 것은 가족 구성원들을 대접하는 즐거움에 자극되어 저녁을 준비한 가족 구성원에게 불쾌감을 줄 수 있다.
마찬가지로, 요차이 벤클러의 주장대로, 공통 기반 프로젝트는 "흥미로운 일을 하려는 사회적, 심리적 동기에서" 행동한 개인의 결과이다. 그는 다양한 이유를 쾌락, 사회적, 심리적으로 보람 있는 경험으로 설명하고 가능한 금전적 보상의 경제적 계산을 진행한다(프로젝트 자체에서 얻을 필요는 없음).
반면에, 협업과 상호작용의 필요성은 인간 본성의 가장 핵심에 있으며 생존을 위해 매우 필수적인 특성으로 판명되었다. 디지털 기술을 통해 이전보다 더 쉽고 빠르게 협업을 수행할 수 있게 되면서 협업 사회라는 새로운 사회, 문화 및 경제 트렌드를 형성하게 되었다. 이 이론은 낯선 사람과의 협업, 지역사회 구축 또는 통합 또는 일반재 기여와 같은 개인들이 동료 생산에 참여해야 하는 이유를 설명한다.

## 예시
일반인 기반 동료 생산방식을 사용하는 프로젝트의 예는 다음과 같다.
- 리눅스, 시스템 운영 체제 커널
- GNU, 커널 리눅스와 함께 일반적으로 사용되는 컴퓨터 운영 체제
- LibreOffice, 컴퓨터 데스크톱, 모바일 및 클라우드 협업을 위한 오피스 제품군
- Slashdot, 뉴스 및 공지 웹 사이트
- 오픈 협업 온라인 백과사전 위키백과
- Project Gutenberg에 대한 출판을 위해 공개 도메인 전자 텍스트를 교정하는 Distributed Proofreaders
- SETI@home, 외계 생명체를 찾는 자원 컴퓨터 프로젝트
- 기술문화 토론 사이트 구로5힌
- 시민 과학 프로그램인 클릭 작업자
- 소프트웨어 개발 조직인 Sourceforge공동 기반 동종 생산과 함께 사는 하루

공동 기반 동종 생산과 함께 사는 하루

- 오픈 밸류 네트워크 모델을 사용하는 하드웨어 개발 네트워크 조직인 Sensorica
- RePRap Project는 오픈 소스 자체 복사 3D 프린터를 만드는 프로젝트
- Pirate Bay, 비트렌트 공유 지수(2009년 2월 현재 스웨덴 법률 조사 중)
- 공동 무료 세계 지도인 OpenStreetMap.
- Wikiprogress, 사회의 발전 정도를 측정하는 정보와 데이터를 수집하는 프로젝트
- 우샤히디, 활동가 지도
- 오픈 소스 에코로지(Open Source Ecology)는 eXtreme Manufacturing에서 제작한 오픈 소스 산업용 기계 설계 및 구축 프로젝트
- GROWL, 개방형 자료와 커리큘럼을 생산하는 탈성장 교육 네트워크
- 커뮤니티 가든(Community Garden)은 사람들이 함께 무언가를 기르고 노력의 결실을 공유하는 곳
- Firefox, 자유 오픈 소스 웹 브라우저

## 결과물
- 사용자 지정/전문화: 자유 및 오픈 소스 소프트웨어를 통해 소규모 그룹은 특정 요구에 따라 대규모 프로젝트를 사용자 정의할 수 있다. 저가형 3-D 프린팅과 기타 디지털 제조 기술의 증가로 오픈 소스 하드웨어에서도 이러한 현상이 나타나고 있다.
- 장수: 복사된 무료 소프트웨어 라이센스에 따라 코드가 공개되면 일반인이 코드를 사용할 수 없도록 만드는 것은 거의 불가능하다.
- 교차 수정: 한 분야의 전문가들은 법적 번거로움 없이 두 개 이상의 프로젝트를 수행할 수 있다.
- 기술 개정: 핵심 기술은 기존 프로젝트의 새로운 구현을 가능하게 한다.
- 기술 클러스터링: 제품 그룹이 핵심 기술 세트를 중심으로 클러스터링되고 서로 통합되는 경향이 있다.

## 관련 개념
공통 기반 피어 생산과 상호 관련되는 개념은 피어 거버넌스 및 피어 속성 프로세스이다. 우선, 피어 거버넌스는 위키피디아와 FLOSS와 같은 피어 프로젝트에서 실험되고 있는 새로운 거버넌스 및 참여형 의사 결정 모드이다. 따라서 피어 거버넌스는 피어 생산(공통 가치가 생산되는 프로세스)을 관리하는 방식이다. 피어 속성은 General Public License, Creative Commons 등과 같은 법률 양식의 혁신적인 특성을 나타낸다. 전통적인 형태의 재산이 제외되는 반면, 동료 재산의 형태는 포함된다. 예를 들어 소스 코드의 공개와 같은 라이센스에 명시된 기본 규칙을 준수할 경우, NAT 모두가 제공한다.
조직에 쉽게 출입할 수 있다는 것은 귀족의 특징이다.
공동 기반 동료 생산의 원리는 로버트 앨런에 의해 만들어진 경제학의 열린 혁신 모델인 집단 발명과 유사하다.
관련 항목: 오픈소스 경제학과 카피레프트 작품의 상업적 사용.

## 비평
일부 사람들은 자유 및 오픈 소스 소프트웨어에 관한 일부 잘못된 가정 때문에, 비록 강력하고 획기적이기는 하지만, 공동 기반의 피어 프로덕션 (CBPP) 비전이 근원적으로 강화될 필요가 있다고 믿고 있다.
CBPP 문헌은 Benkler의 말로 "시장 신호 또는 관리 명령" 없이 단순한 협력으로 인해 나타나는 공예품의 예로 FOSS 제품을 정기적이고 명시적으로 인용한다.
그러나 FOSS이든 독점 소프트웨어이든 간에 사소한 소프트웨어를 개발할 때 대부분의 사람들이 작업하는 동안 주도적인 시스템과 서브시스템 설계자의 역할을 (명확하고 의도적으로) 수행하는 (많은) 참여자의 하위 집합이 항상 수행한다는 것은 주장될 수 있다.논리적이고 기능적인 의미에서" 그것들을 밑에 놓아라는 것이다.
미시적 관점에서 Bauwens와 Pantazis는 CBPP 모델이 자본주의와 자본주의적 경쟁의 상호의존성의 결과로서 자본주의가 부과한 한계를 완전히 벗어나 재생산할 수 없기 때문에 시제품으로 간주되어야 한다는 입장이다. CBPP의 혁신적인 활동은 자본주의적 경쟁 컨텍스트 내에서 발생하며, 자본주의적 기업은 독점적 지식 없이 개인 연구에 의존하는 기업보다 경쟁 우위를 확보할 수 있다. 왜냐하면, 특히 CBPP 참여자들이 이를 수용하기 위해 고군분투하는 디지털 공동 연구 분야에서 전문 지식을 활용하고 액세스할 수 있기 때문이다.직접 생계수단은 없으며 CBPP는 그때 종속될 위험에 처해있다.

## 비평에 대한 대안
CBPP(Commons-based peer production)는 전통적인 자본주의의 대안적 생산 형태를 나타낸다. 그럼에도 불구하고, 오늘날까지 CBPP는 여전히 새로운 생산 방법의 원형이지만, 그 자체로 완전한 생산 형태라고 할 수는 없다. CBPP는 자본주의 시스템에 포함되어 있으며, 생산 과정과 형태가 서로 다르더라도 여전히 자본에 상호 의존적이다. 만약 CBPP가 그 구현에서 성공한다면 시장과 주가 사라지지 않을 것이지만, 생산 수단과의 관계는 수정될 것이다. CBPP가 추구하는 사회-경제적 변화는 간단하지 않거나 유토피아로 이어지지 않을 것이며, 일부 현안을 해결하는 데 도움이 될 것이다. 어떤 경제 전환과도 마찬가지로, 새로운 문제들이 나타날 것이고 그 전환은 복잡할 것이다. 그러나 CBPP 생산 모델로 전환하는 것은 이상적이며, 사회를 위한 한 걸음 전진할 것이다. CBPP는 여전히 새로운 생산 및 사회 방식의 원형이며 자본주의와 완전히 분리될 수 없다. 평민은 자본주의와 좀 더 자율적으로 될 수 있는 혁신적인 방법을 찾아야 한다. Commons가 이끄는 사회에서는 시장이 자본주의와 마찬가지로 계속 존재하지만, 주로 추출적인 것에서 주로 생산적인 것으로 전환될 것이다.
추출적 시나리오와 생성적 시나리오 모두 P2P(Peer-to-Peer) 역학 또는 사회적 P2P 프로세스에 기반을 둔 요소를 포함할 수 있다. 따라서, 현재 시장 조직의 형태에 대한 반대 대안으로서 동료 생산을 논의해야 할 뿐만 아니라, 어떻게 이 두 가지가 오늘날의 경제 조직에 모두 나타나는지에 대해서도 논의해야 한다. 한쪽에 있는 이익 극대화 및 공통, 예를 들어 네트워킹 기술, 분산 자본주의, 글로벌 공통, 지역화된 공통 등 디지털 프로덕션 인프라에 대한 중앙 집중식 제어 등 네 가지 시나리오를 설명할 수 있다. 각 요소는 서로 다른 범위로 P2P 요소를 사용하므로 다음과 같이 결과가 달라진다.
- 네트워크형 자본주의: 이 버전의 자본주의에서 P2P 요소는 개인이 서로 상호작용할 수 있는 디지털 플랫폼에서 주로 발견된다. 이러한 플랫폼은 플랫폼 소유자가 중앙에서 제어하여 P2P 교환의 가치를 포착한다.[21]
- 분산 자본주의: 첫 번째 유형과 마찬가지로 플랫폼은 이러한 자본주의의 형태로 중앙에서 제어되지 않으며, 개인의 자율성과 대규모 참여가 중요한 역할을 한다. 하지만, 그것은 여전히 자본주의의 한 형태이며, 이는 그것이 주로 추출물이며 이윤 극대화가 주된 동기라는 것을 의미한다.[21]
- 글로벌 공통점: 이 시나리오는 사회적, 환경적 가치를 더하는 것을 목표로 하기 때문에 생성적이다. 디지털 공통점을 사용하여 이니셔티브를 구성하고 전 세계에 배포한다.[21]
- Local commons: Global commons와 마찬가지로 Local commons도 생성 시나리오이다. 그러나 그들은 글로벌 디지털 공통점을 사용하여 현지 활동을 조직한다. 예를 들어, 제조를 위한 현지 공급망과 동시에 글로벌 설계를 사용한다.[21]

## 참고
- 대적재
- Carr–Benkler wager
- 협업 생산
- Cognitive Surplus - a book
- 협업
- 협업 소프트웨어 개발 모델
- 공유권
- 크라우드소싱
- 크라우도소싱 소프트웨어 개발
- 오픈소스 프로그래머의 개발 동기
- 게임화
- 분산적 계획(경제학)
- 분산제조
- 팹랩
- 선물 경제
- Here Comes Everybody
- 지식공유제
- 대중협업
- 비정규학
- 오픈협업
- 동료 학습
- 동료 리뷰
- 사용 생산
- 프로슈머
- 오픈 비즈니스
- 개방형 제조
- 오픈 뮤직 모델
- 오픈소스 하드웨어
- 소셜 P2P 프로세스